# Journée mondiale contre l'hépatite
La Journée mondiale contre l'hépatite est une journée internationale qui pour but de sensibiliser à l’épidémie de l'hépatite et de renforcer les mesures pour améliorer l’accès aux services de dépistage et de traitement. Elle est organisée tous les 28 juillet par l'Assemblée mondiale de la santé après l'anniversaire de Baruch Samuel Blumberg qui identifia le virus de l'hépatite B.
Selon l'Organisation mondiale de la santé (OMS), seule une personne sur 20 sait qu’elle a une hépatite et seulement une sur 100 est traitée.

## Campagnes similaires
Elle fait partie des dix campagnes officielles de l'Organisation mondiale de la santé (OMS) en faveur de la santé publique mondiale :
- Journée mondiale de lutte contre la tuberculose (le 24 mars) ;
- Journée mondiale de la santé (le 7 avril) ;
- Journée mondiale du paludisme (le 25 avril) ;
- Semaine mondiale de la vaccination (la dernière semaine d'avril) ;
- Journée mondiale sans tabac (le 31 mai) ;
- Journée mondiale du donneur de sang (le 14 juin) ;
- Journée mondiale contre l'hépatite (le 28 juillet) ;
- Journée mondiale de la sécurité des patients (le 17 septembre) ;
- Semaine mondiale pour un bon usage des antibiotiques (en novembre) ;
- Journée mondiale du sida (le 1er décembre).